# Arquitetura de Cuba

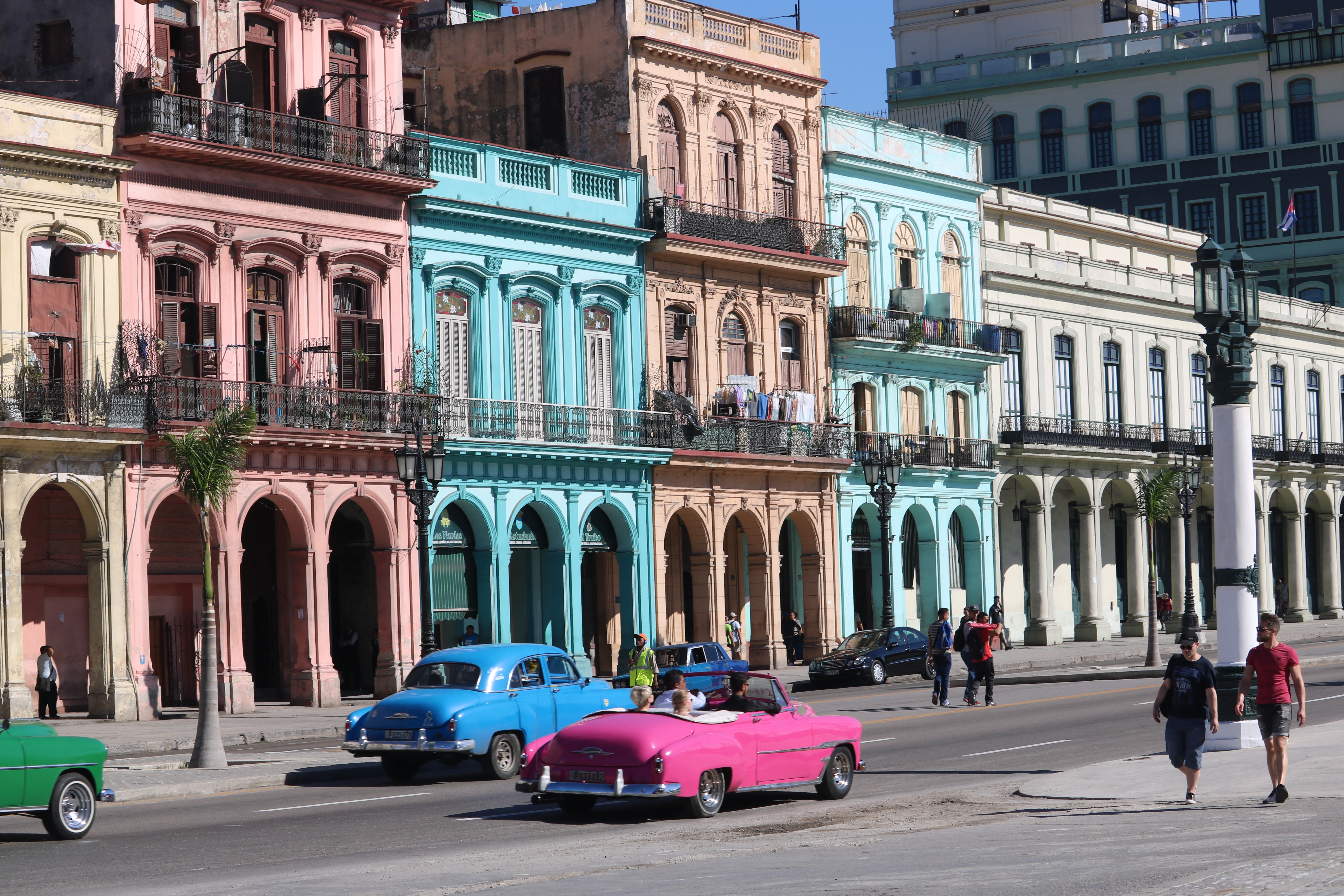
Arquitetura colonial colorida e eclética de rua em Havana, a capital de Cuba.

A arquitetura de Cuba se refere aos edifícios, estruturas e história arquitetônica em toda a nação insular caribenha de Cuba. A mistura única de influências culturais e artísticas ao longo da história fez com que Cuba fosse conhecida por sua arquitetura eclética e diversificada, que pode ser definida como uma fusão única de vários estilos arquitetônicos bem estudados do mundo todo.
Depois de ser circum-navegada pelo navegador Sebastián de Ocampo em 1508, Cuba foi colonizada pelos espanhóis em 1511. Governada pela Espanha por mais de 400 anos depois disso, a arquitetura estrutural cubana reflete profundamente esse período colonial. Vários eventos históricos ao longo deste período, como a liberalização do comércio devido às grandes reformas comerciais em 1778 e 1791, bem como o aumento da imigração, contribuíram para novas influências estruturais e artísticas. Isso inclui a fusão perfeita dos estilos arquitetônicos neoclássico e barroco no desenho cubano.
Após o período colonial, Cuba continuou a testemunhar diversas atividades arquitetônicas no século XX. Isso se deveu principalmente ao aumento do financiamento para projetos arquitetônicos devido à prosperidade nacional devido às altas exportações de açúcar durante a Primeira Guerra Mundial. O período Art déco também é um ponto de referência notável para a arquitetura cubana antes da virada do século.
Nos tempos modernos, a arquitetura cubana é continuamente celebrada por historiadores e turistas. Questões contemporâneas como a privatização e como a arquitetura em si é vista como profissão na América Latina são tópicos relevantes quando se considera o futuro da arquitetura cubana.

## História antiga

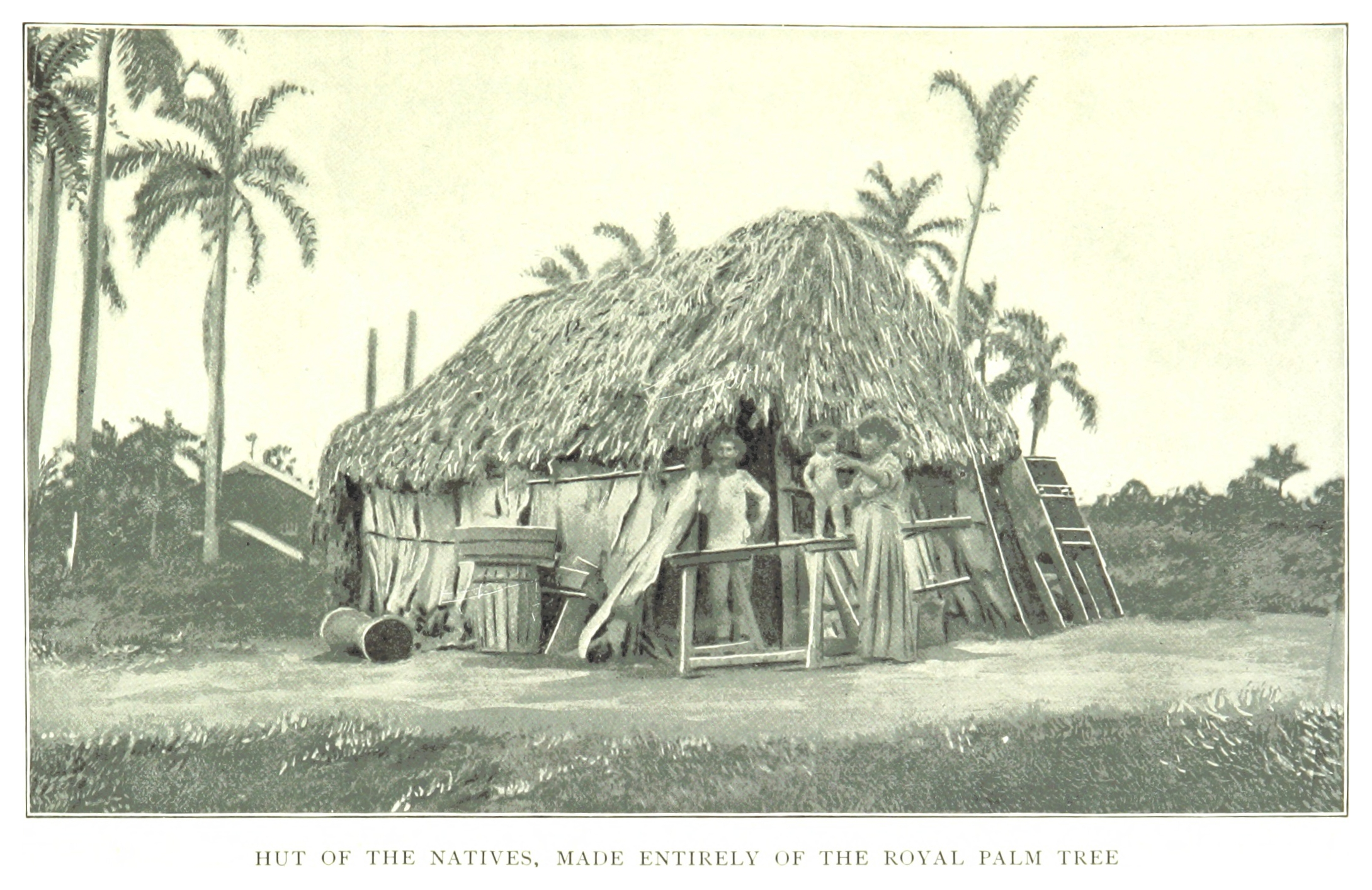
Uma cabana de palmeira feita por índios nativos em Cuba, mostrando a história inicial da arquitetura cubana.

Antes de Cristóvão Colombo desembarcar em Cuba em 1492, a ilha era habitada por índios ciboneis e aruaques que haviam migrado pelo Caribe. Assim, a arquitetura inicial em Cuba era rudimentar e baseada na cultura e no estilo de vida desses grupos de caçadores-coletores. Os grupos durante essa migração indígena não eram hierárquicos e se concentravam na agricultura, e viviam em três tipos principais de moradias improvisadas. Isso incluía abrigos Caney, Barbacoa (os primeiros Pilotis) e cabanas Bohío, todos construídos com palmeiras e folhas.
O primeiro assentamento oficial em Cuba só ocorreu em 1511, liderado pelo governador Dom Diego Velázquez e, como tal, existem poucos vestígios arquitetônicos em Cuba anteriores ao Período Colonial. Além disso, o uso de folhas de palmeira como material principal significa que atividades arquitetônicas rudimentares foram rapidamente substituídas por construções mais permanentes lideradas por colonos espanhóis.

## Período colonial (1511–1898)
A arquitetura colonial em Cuba se refere aos edifícios e estruturas que foram criados durante a colonização espanhola. Como Cuba foi minimamente impactada pela destruição da Primeira e da Segunda Guerra Mundiais, essas estruturas permanecem relativamente intactas. As principais tendências dessa época incluem estruturas e fortificações militares, bem como o neoclassicismo influenciado pelas tendências europeias.
A preservação de estruturas coloniais importantes também foi facilitada pela nomeação de Havana Velha, conhecida localmente como Habana Vieja, como Patrimônio Mundial da UNESCO em 1982. Havana Velha refere-se à costa sudoeste de Cuba, onde Havana foi originalmente fundada no século XVI por Pánfilo de Narváez, um conquistador espanhol. Segundo a UNESCO, Havana é "o centro histórico mais impressionante do Caribe e um dos mais notáveis do continente americano como um todo". Havana Velha é, portanto, uma região rica em arquitetura histórica deste período, incluindo fortificações militares e obras coloniais espanholas.

### Arquitetura militar

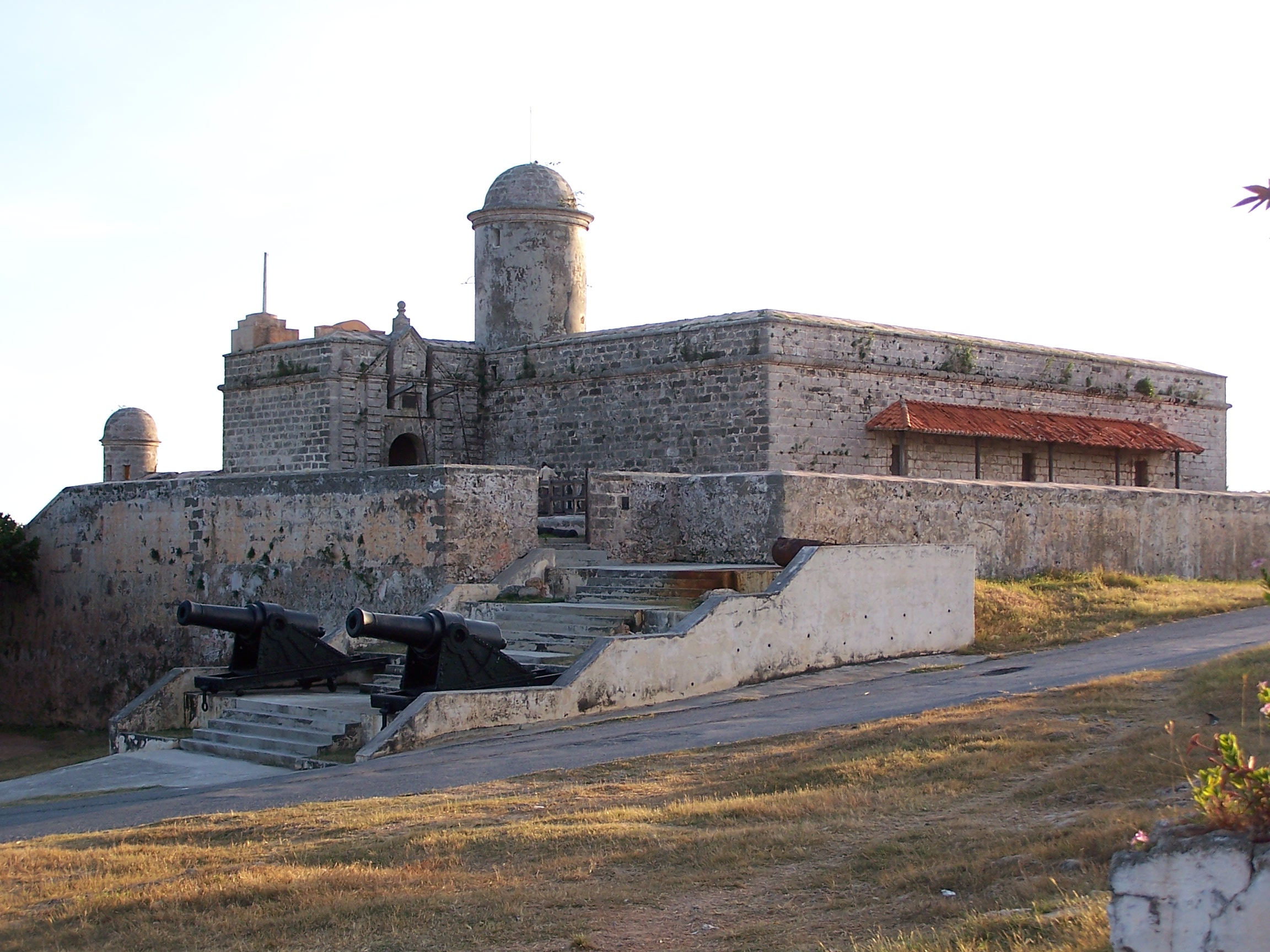
Castillo de Jagua em Cienfuegos, um exemplo típico de arquitetura militar do período colonial.

O Período Colonial foi caracterizado pela volatilidade, o que significa que a arquitetura militar desse período é notável. A arquitetura militar pode ser definida como as estruturas complexas e fortificações projetadas para proteger uma região durante ataques indesejados. O engenheiro italiano Battista Antonelli foi o primeiro a introduzir esse estilo de estruturas militares renascentistas em Cuba, os quais ele projetou e construiu pouco antes do início do século XVII. O trabalho de Antonelli incluiu o Castillo de Ios Tres Reyes del Morro e o Castillo San Salvador de la Punta, ambos localizados em Havana. Estas estruturas foram também reconhecidas pela UNESCO como fortificações classificadas como Patrimônio Mundial em 1982.
O forte de La Cabaña, em Havana, é outro exemplo importante de arquitetura militar, impulsionado por elementos do desenho francês e, portanto, um reflexo da aliança franco-espanhola que impactou a Cuba colonial. Com mais de 10 anos de construção e cobrindo 10 hectares de terra, esta fortificação é a maior estrutura militar espanhola na América do Norte e do Sul.

### Barroco

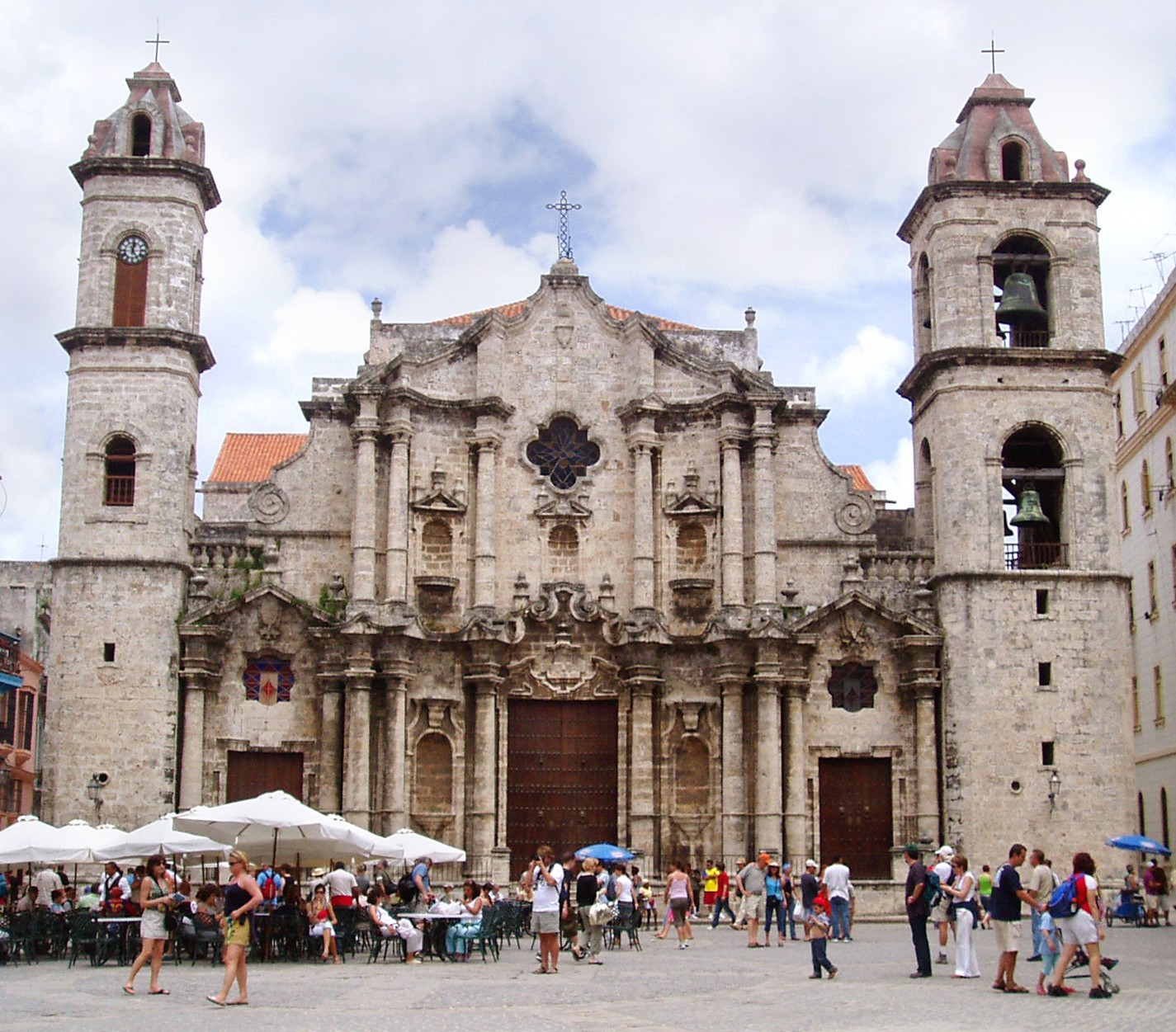
A Catedral de Havana, construída entre 1748 e 1777, apresenta elementos de desenho barroco, incluindo duas torres e uma fachada teatral.

A arquitetura barroca começou a influenciar os projetos cubanos em meados de 1700, aproximadamente 50 anos após sua introdução inicial como estilo arquitetônico na Itália. Enquanto o barroco tradicional é definido pela grandeza, pelos enfeites intrincados e pelos palácios reais, o estilo cubano foi adaptado para incluir características 'tropicais' reconhecíveis. Projetos barrocos em Cuba também são considerados uma versão simplificada do barroco europeu devido à falta de artesãos qualificados no país. Ao contrário da Europa, os escravos africanos foram responsáveis pela construção da maioria dos projetos arquitetônicos em Cuba ao longo dos séculos XVII e XVIII.
Este estilo modificado da arquitetura barroca em Cuba, conhecido como Barroco Espanhol, inclui uma série de traços característicos. Por exemplo, rejas eram barras de metal nas janelas que permitiam melhor circulação de ar, o que era evidentemente uma exigência geográfica única para a paisagem cubana. Da mesma forma, foram adicionadas passarelas cobertas aos tradicionais grandes exteriores barrocos, conhecidas como portales, a fim de fornecer proteção contra o sol e a chuva cubanos. Um dos projetos barrocos mais proeminentes em Cuba é a Catedral de Havana, construída de 1748 a 1777. A catedral foi influenciada por Francesco Borromini, que foi um dos arquitetos mais célebres da era barroca romana.

### Neoclassicismo

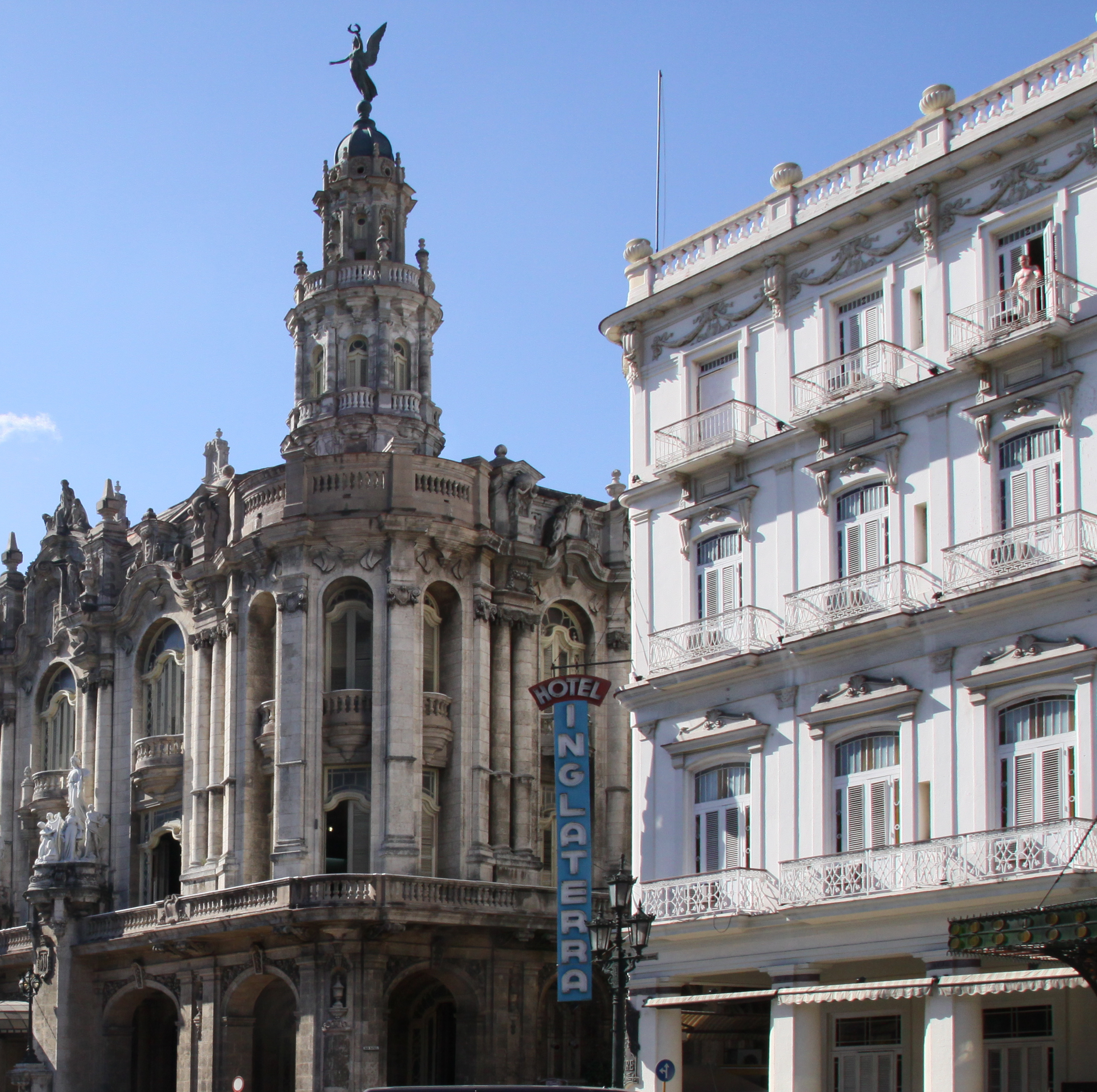
O simétrico e proporcional Hotel Inglaterra em Havana, seguindo as tendências neoclássicas

Devido ao aumento de imigrantes franceses em Cuba no século XIX, a arquitetura cubana também foi altamente influenciada pelo neoclassicismo, que refletia projetos arquitetônicos ocorridos na França. A cidade de Cienfuegos, localizada na costa sul, foi muito impactada por essas tendências e é considerada uma das cidades mais neoclássicas de Cuba. A cidade foi fundada por imigrantes franceses em 1819 e apresenta estilos neoclássicos, como fachadas elegantes e cores pastéis.
Na capital do país, Havana, edifícios neoclássicos notáveis incluem o El Template e o Hotel Inglaterra. Os edifícios de El Vedado, um bairro de Havana criado em 1859, também refletem a popularidade do neoclassicismo em Cuba durante esse período. Isto é demonstrado pelas “proporções equilibradas” de todas as estruturas do distrito, o que é uma característica reconhecível do desenho neoclássico. Características arquitetônicas neoclássicas, como a simetria, também começaram a aparecer em meados do século XIX em outras cidades cubanas, como Trinidad e Camagüey.
O neoclassicismo também se tornou popular em projetos urbanos e residenciais durante esse período. Muitas casas em Havana Velha e arredores seguiam os princípios tradicionais do desenho cubano, mas eram complementadas por sutis trabalhos em ferro e colunas neoclássicas. No final do século XIX, as casas nos bairros de El Cerro e El Vedado foram fortemente influenciadas pelo desenho neoclássico, apresentando estruturas modernas e jardins espaçosos.

## Século XX
A arquitetura de Cuba ao longo do século XX recebeu influência de arquitetos visitantes do mundo todo e, portanto, é caracterizada por tendências artísticas internacionais, como os estilos Art nouveau e Art déco. Mudanças políticas e sociais também levaram a um aumento nas obras públicas e, portanto, a arquitetura civil desse período é notável. Cuba também viu um boom na construção após a revolução devido ao influxo de riqueza, com escolhas arquitetônicas que refletem os valores defendidos pela sociedade cubana na época.

### Art nouveau e Art déco

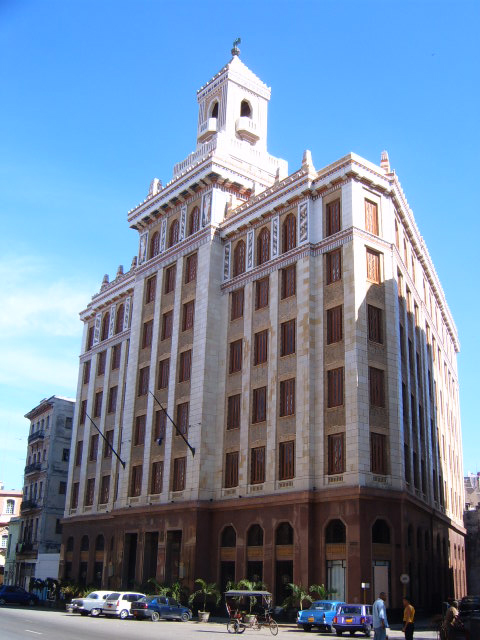
O foco geométrico da arquitetura Art déco pode ser visto através do Edifício Bacardi, em Havana, em 2006.

Numa tentativa de acompanhar os estilos culturais em rápido desenvolvimento no exterior, Cuba rapidamente seguiu a tendência da arquitetura Art nouveau e Art déco no início do século XX.
A Art nouveau, que se traduz do francês como arte "nova", foi um estilo ornamental de arquitetura que se tornou imensamente popular na Europa na virada do século. O estilo foi introduzido pela primeira vez em Cuba devido à Exposição de Paris de 1905.
A inspiração da Art déco logo surgiu, tornando-se uma escolha estilística para projetos públicos e residenciais de arquitetos particulares em Cuba, principalmente na década de 1930. Um exemplo importante disso é o Edifício Bacardi, localizado em Havana, que é celebrado como um edifício icônico que se inspira no período da Art déco. Resultado de um concurso de projeto arquitetônico, o edifício é caracterizado pela sua fachada em mármore e granito vermelho. O Edifício Bacardi foi também o primeiro arranha-céu a ser construído na cidade de Havana.

### Arquitetura civil

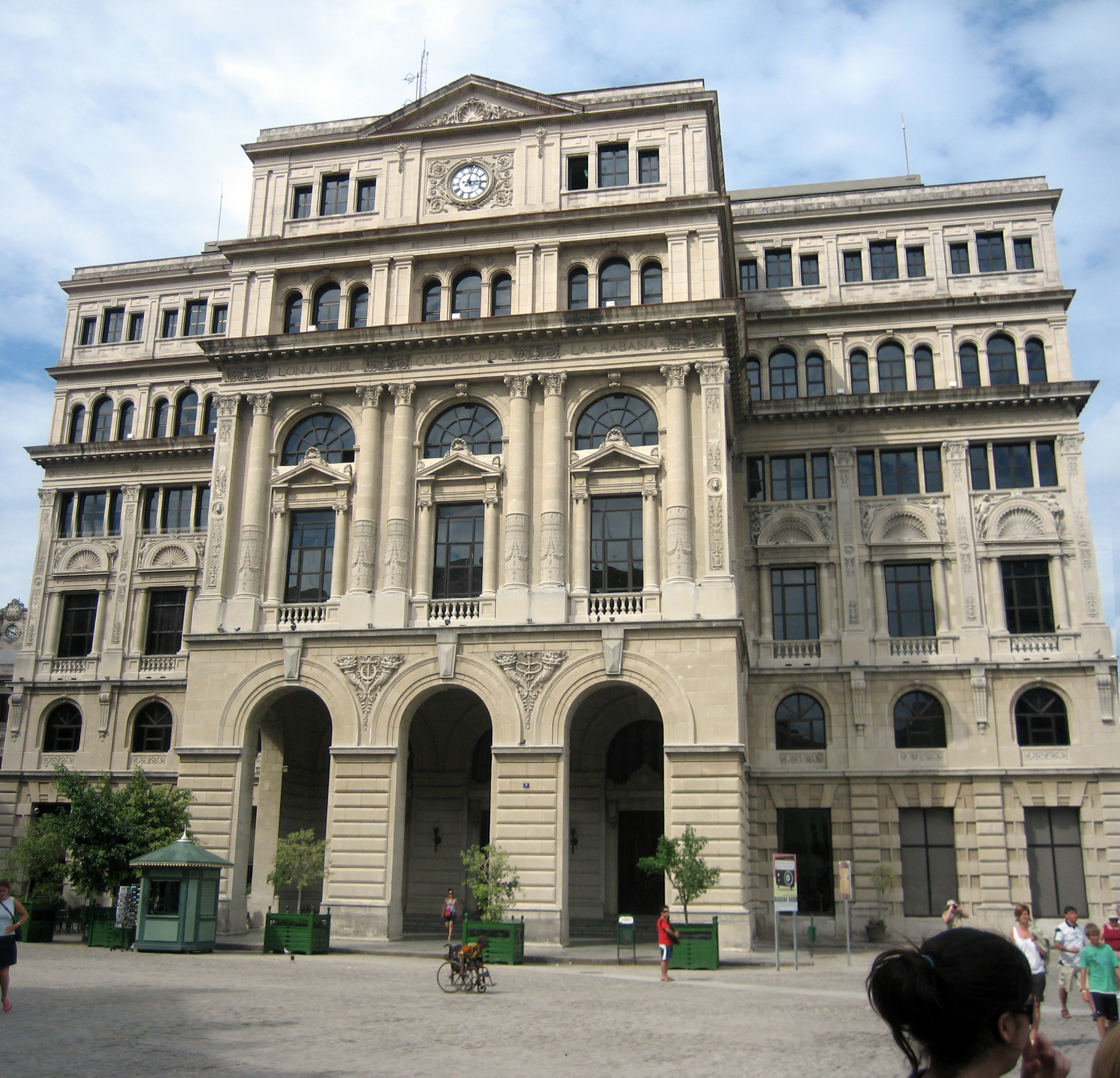
O edifício Lonja del Comercio em Havana, projetado intencionalmente para uso civil como banco e bolsa de valores.

Após alcançar a independência em 1902, Cuba viu um imenso boom na construção, com especial destaque para as obras civis. Isto foi em grande parte impulsionado pelo aumento da população, com o número de residentes na capital Havana a duplicar entre 1900 e 1930, principalmente devido a novas leis que facilitaram taxas mais elevadas de imigração.
O edifício Lonja del Comercio foi construído em 1908 pelos arquitetos Tomás Our e José Mata para ser usado como banco comercial e bolsa de valores. O projeto, com uma fachada de inspiração renascentista, refletia as novas preferências arquitetônicas do início do século XX.
Da mesma forma, meados do século XX também foi caracterizado por um boom turístico, o que favoreceu o desenvolvimento da arquitetura hoteleira. Exemplos importantes incluem o Hotel Havana Riveria, construído em 1957, e o hotel Habana Hilton. O Habana Hilton, hoje conhecido como Hotel Tryp Habana Libre, foi projetado pelo arquiteto norte-americano Welton Becket.

### Pós-revolução (1959–1999)
Devido à regulamentação governamental rigorosa após a Revolução Cubana, a necessidade de planejamento extensivo e aprovação governamental desacelerou significativamente o desenvolvimento arquitetônico. Além disso, o embargo dos Estados Unidos contra Cuba, iniciado em outubro de 1960, significou que os projectos arquitectónicos enfrentaram frequentemente dificuldades em termos de obtenção de recursos e materiais para a construção, especialmente na primeira década anterior ao embargo.

#### Escolas nacionais de artes

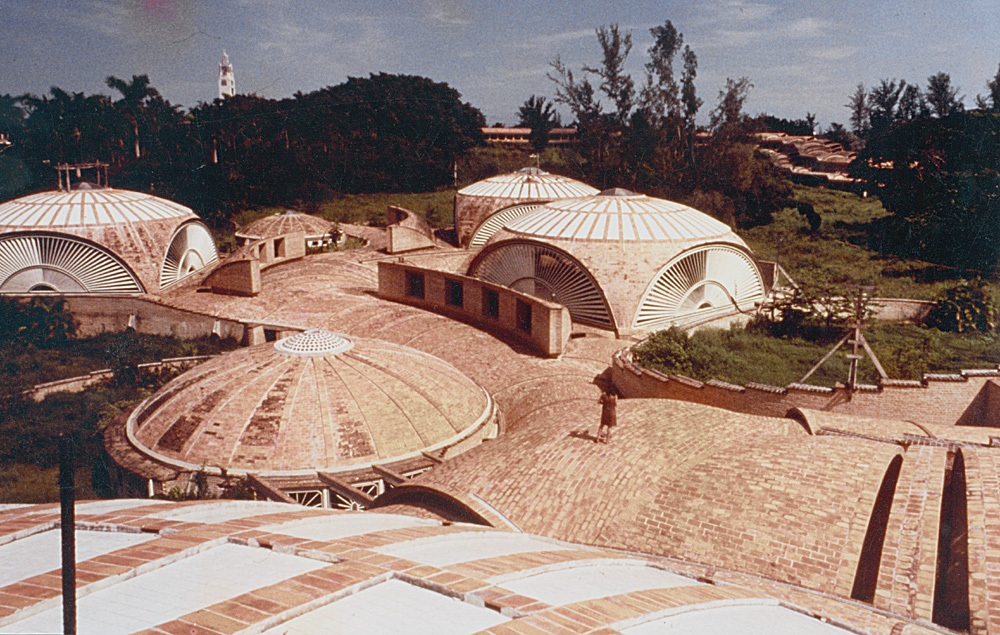
A Escola de Balé, de Vittorio Garatti (1961–65), composta por teatros abobadados com abóbadas de tijolos.

Um dos projetos arquitetônicos de maior escala desse período pós-revolução foram os edifícios das Escolas Nacionais de Artes em Havana. Projetados pelo arquiteto cubano Ricardo Porro e pelos arquitetos italianos Roberto Gottardi e Vittorio Garatti, a escassez de materiais tradicionais devido ao embargo comercial dos EUA levou à decisão de usar principalmente tijolos locais e telhas de terracota. O ambicioso projecto das Escolas de Arte é verdadeiramente um reflexo do optimismo idealista e utópico socialista então presente em Cuba após a revolução.
Composto por cinco edifícios exclusivos para cada escola de arte, o projeto começou a ser construído em 13 de março de 1961, com o objetivo de entrelaçar organicamente paisagens naturais cubanas com técnicas arquitetônicas únicas de todo o mundo. Um dos principais focos foi empregar a estrutura de abóbada de tijolos, uma técnica de construção em alvenaria em camadas, inspirada no trabalho de Antonin Gaudi na Espanha.
Entretanto, a construção das Escolas Nacionais de Arte nunca foi concluída. As obras foram interrompidas em 1965 por vários motivos, principalmente devido às novas preferências nacionais em favor da arquitetura de estilo soviético e ao impacto económico prejudicial da Crise dos Mísseis de Cuba. Apesar de incompletas, as Escolas de Arte receberam reconhecimento significativo por sua inovação e beleza como forma arquitetônica. O Conselho Nacional do Património Cultural classificou as Escolas como Monumentos Nacionais em 2011.

## Século XXI

### Arquitetura contemporânea
Embora a rica história da arquitetura cubana seja celebrada, a arquitetura contemporânea recebe menos cobertura em Cuba. Alguns académicos observam que a arquitectura moderna não desempenha um papel importante na cultura cubana e que a arquitectura não é necessariamente vista nos tempos contemporâneos como uma profissão desejável. A revista Arquitectura de Cuba foi relançada na década de 1960, porém a publicação carece de financiamento. Não existem outras fontes modernas de comunicação social, incluindo a imprensa e a televisão, dedicadas à arquitectura de Cuba a nível nacional. Arquitectos e historiadores cubanos sugerem que a decisão do governo de suspender a construção das Escolas Nacionais de Arte foi o fim da “era de ouro” arquitectónica de Cuba. 
Entretanto, embora não desempenhe um papel importante no discurso público, a arquitetura contemporânea em Cuba ainda existe. Um projeto recente é o espaço de arte Factoria Habana, projetado por Abiel San Miguel em 2009. O edifício foi convertido de um antigo edifício industrial e apresenta elementos característicos da arquitetura moderna, como tetos altos, pisos de concreto e uma planta baixa aberta.
Os edifícios hoteleiros também estão a ser cada vez mais reinventados, especialmente porque o governo cubano se abre à contribuição do sector privado. O Gran Hotel Manzana em Havana é um exemplo fundamental disto, onde as renovações começaram em 2012 pela empresa francesa Bouygues Bâtiment International no edifício comercial original conhecido como Manzana de Gómez. Mantendo as características originais da Art déco, o hotel foi redesenhado para incluir elementos e instalações contemporâneas, incluindo um terraço e uma piscina. Por meio dessas construções, fica evidente que as estruturas arquitetônicas contemporâneas estão começando a se integrar e coexistir com as estruturas e edifícios históricos cubanos.

### Futuro
Houve vários debates importantes sobre a direção futura da arquitetura em Cuba. Muitos arquitectos contemporâneos argumentam que a infra-estrutura civil cubana, particularmente em Havana, está desactualizada e, portanto, já não serve os seus cidadãos. Embora tenham sido realizados muitos trabalhos de restauro arquitectónico e a cidade seja, no entanto, celebrada pelos turistas, Havana Velha ainda possui muitos edifícios que se encontram num estado de degradação, mal-conservados ou abandonados. Muitos destes projetos de restauro atuais são dirigidos pelo Gabinete do Historiador de Havana.
No entanto, esses projetos de restauração geralmente beneficiam apenas edifícios que impulsionam o turismo. Em uma escala maior e além da restauração financiada pelo governo, a economia de Cuba continua fraca. O Produto Interno Bruto (PIB) per capita foi de apenas US$ 12.300 em 2016; particularmente baixo devido à crise do petróleo da Venezuela, uma nação que é um parceiro comercial crucial para Cuba. Portanto, sem investimento estrangeiro, joint ventures ou reestruturação da economia cubana, a capacidade para projetos arquitetônicos luxuosos no futuro é limitada.